# Palmira (Cuba)
Palmira é um município de Cuba pertencente à província de Cienfuegos. 